# Équipe de Tunisie de football en 1999
L'équipe de Tunisie de football connaît une année 1999 prometteuse : elle dispute cinq rencontres dans le cadre des qualifications à la coupe d'Afrique des nations 2000, en remporte quatre dont deux contre l'équipe d'Algérie, en perd une et se qualifie en phase finale. Elle joue quatre matchs amicaux et en perd un seul contre l'équipe de Suède. L'attaque est assez efficace avec seize buts marqués et la défense est assez rigoureuse avec quatre buts encaissés. Francesco Scoglio s'entend bien avec son entourage et ses découvertes, Imed Mhadhbi et Ali Zitouni notamment, lui donnent satisfaction.

## Matchs

### Rencontres internationales
| Date             | Stade                                | Adversaire          | Score | Comp | Buteurs tunisiens                                                                             |
| 24 janvier 1999  | Alger, Algérie                       | Algérie             | 1-0   | QCAN | F. Rouissi 44e                                                                                |
| 10 février 1999  | Stade olympique d'El Menzah, Tunisie | Suède               | 0-1   | A    |                                                                                               |
| 28 février 1999  | Stade olympique d'El Menzah, Tunisie | Ouganda             | 6-0   | QCAN | M. Kanzari 16e, R. Jaïdi 33e, Boukadida 57e, A. Sellimi 61e (pen.), F. Rouissi 83e, Gabsi 85e |
| 10 avril 1999    | Kampala, Ouganda                     | Ouganda             | 2-0   | QCAN | F. Rouissi 18e (pen.), Gabsi 40e                                                              |
| 6 juin 1999      | Stade olympique d'El Menzah, Tunisie | Algérie             | 2-0   | QCAN | I. Mhadhebi 55e, Mamouni 89e (csc)                                                            |
| 20 juin 1999     | Monrovia, Liberia                    | Liberia             | 0-2   | QCAN |                                                                                               |
| 16 octobre 1999  | Stade Chedly-Zouiten, Tunisie        | Émirats arabes unis | 1-0   | A    | Ben Slimane 18e                                                                               |
| 31 octobre 1999  | Stade olympique d'El Menzah, Tunisie | Zambie              | 2-1   | A    | Azaiez 26e, Gabsi 58e                                                                         |
| 22 décembre 1999 | Sfax, Tunisie                        | Ghana               | 2-0   | A    | I. Mhadhebi 53e (pen.), Mogaadi 68e                                                           |

### Matchs de préparation
| Date             | Stade                                | Adversaire                        | Score | Comp | Buteurs tunisiens |
| 17 janvier 1999  | Anderlecht, Belgique                 | Sporting d'Anderlecht ( Belgique) | 1-0   | A    | M. Kanzari 80e    |
|                  | Barcelone, Espagne                   | FC Barcelone (B) ( Espagne)       | 1-0   | A    |                   |
|                  | Tarsia, Italie                       | Sélection de Tarsia ( Italie)     | 0-1   | A    |                   |
|                  | Wavre, Belgique                      | RJ Wavre ( Belgique)              | 6-1   | A    |                   |
| 13 novembre 1999 | Stade olympique d'El Menzah, Tunisie | Inter Milan ( Italie)             | 1-3   | A    | A. Sellimi        |

## Source
- Mohamed Kilani, « Équipe de Tunisie : les rencontres internationales », Guide-Foot 2010-2011, éd. Imprimerie des Champs-Élysées, Tunis, 2010